# دوري كرة القدم الغربي 1953–54
دوري كرة القدم الغربي 1953–54 (بالإنجليزية: 1953–54 Western Football League)‏ هو موسم من دوري كرة القدم الغربي ‏. فاز فيه نادي ويموث.